# Terry Huddle
Louis Terence Huddle, detto Terry (Fulham, 13 aprile 1911 – West Surrey, 2 gennaio 2004), è stato un calciatore inglese, di ruolo portiere.

## Carriera

### Nazionale
Venne convocato nella Nazionale britannica che partecipò ai Giochi olimpici del 1936 tuttavia non disputò neanche una partita.